# Black Creek (Wisconsin)
Black Creek és una població dels Estats Units a l'estat de Wisconsin. Segons el cens del 2000 tenia 1.192 habitants.

## Demografia
Segons el cens del 2000, Black Creek tenia 1.192 habitants, 485 habitatges, i 335 famílies. La densitat de població era de 442,5 habitants per km².
Dels 485 habitatges en un 33,2% hi vivien nens de menys de 18 anys, en un 55,1% hi vivien parelles casades, en un 10,9% dones solteres, i en un 30,9% no eren unitats familiars. En el 23,9% dels habitatges hi vivien persones soles l'11,3% de les quals corresponia a persones de 65 anys o més que vivien soles. El nombre mitjà de persones vivint en cada habitatge era de 2,46 i el nombre mitjà de persones que vivien en cada família era de 2,93.
Per edats la població es repartia de la següent manera: un 24,4% tenia menys de 18 anys, un 10,6% entre 18 i 24, un 31,5% entre 25 i 44, un 20,4% de 45 a 60 i un 13,2% 65 anys o més.
L'edat mediana era de 34 anys. Per cada 100 dones de 18 o més anys hi havia 88,9 homes.
La renda mediana per habitatge era de 42.946 $ i la renda mediana per família de 49.896 $. Els homes tenien una renda mediana de 32.128 $ mentre que les dones 25.286 $. La renda per capita de la població era de 18.226 $. Aproximadament el 5,2% de les famílies i el 7,1% de la població estaven per davall del llindar de pobresa.

## Poblacions més properes
El següent diagrama mostra les poblacions més properes.